# کریستین و لی پاپن

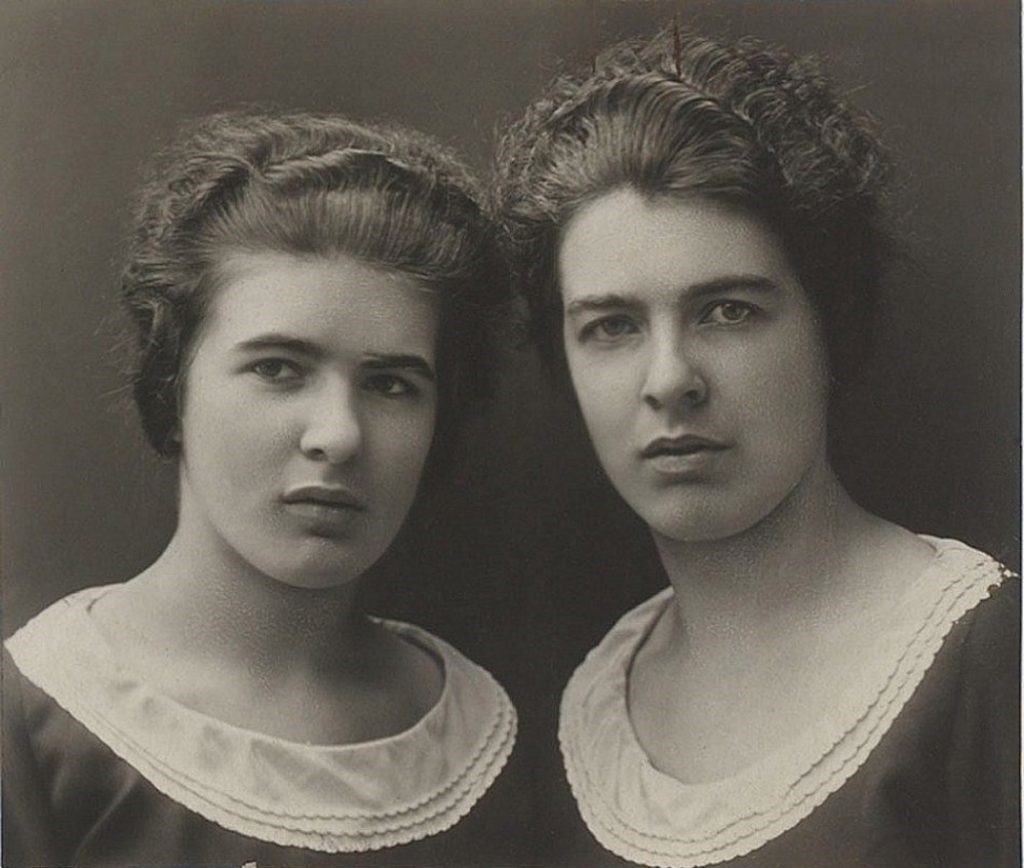
لی (چپ) و کریستین (راست) خواهرانی آرام و به‌شدت وابستهٔ یکدیگر بودند. آن‌ها چهارده‌ساعت در روز کار می‌کردند و تنها نصف‌روز در هفته مرخصی داشتند.

کریستین و لی پاپن (فرانسوی: Christine and Léa Papin‎) دو خواهر کُلفَت فرانسوی بودند که در دوم فوریهٔ ۱۹۳۳، زن صاحبکار و دخترش را در لو مان فرانسه به طرز فجیعی کشتند.
حادثه تأثیر قابل‌توجهی بر روشنفکران فرانسوی، ژان ژنه، ژان پل سارتر و ژاک لاکان گذاشت و به‌عنوان نمادی از مبارزهٔ طبقاتی و ناشی از «استثمار طبقهٔ کارگر» درنظرگرفته‌شد.
نمایشنامهٔ کلفت‌ها اثر ژان ژنه، با الهام‌گیری از این واقعه نوشته شده است.